# Electroerosión
La electroerosión es un proceso de fabricación también conocido como mecanizado por descarga eléctrica o EDM (por su nombre en inglés, electrical discharge machining). 
El proceso de electroerosión consiste en la generación de un arco eléctrico entre una pieza y un electrodo en un medio dieléctrico para arrancar partículas de la pieza hasta conseguir reproducir en ella las formas del electrodo. Ambos, pieza y electrodo, deben ser conductores, para que pueda establecerse el arco eléctrico que provoque el arranque de material.
Básicamente tiene dos variantes:
- El proceso que utiliza el electrodo de forma, conocido como ram EDM, donde el término ram quiere decir en inglés «ariete» y es ilustrativo del «choque» del electrodo contra la pieza o viceversa (pieza contra el electrodo).
- La que utiliza el electrodo de hilo metálico o alambre fino, WEDM (donde las siglas describen en inglés wire electrical discharge machining)

El proceso de erosión térmica en el cual se extrae metal mediante una serie de descargas eléctricas recurrentes entre una herramienta de corte que actúa como electrodo y una pieza conductora, en presencia de un fluido dieléctrico. Esta descarga se produce en un hueco (“gap”) de voltaje entre el electrodo y la pieza. El calor de la descarga vaporiza partículas diminutas del material de la pieza y del electrodo, que seguidamente se eliminan del hueco por el dieléctrico que fluye continuamente. La expansión del mecanizado por electroerosión en los últimos 45 años ha dado origen a los tres tipos principales que se enumeran a continuación, aunque los más utilizados son los dos primeros. 
- Electroerosión por penetración
- Electroerosión por hilo
- Electroerosión por perforación (o rectificado por electroerosión)

Este es el tipo convencional que emplearon las primeras máquinas electroerosionadoras y se basa en el proceso que ya describimos oportunamente.

## Proceso de electroerosión con electrodo de forma
Durante el proceso de electroerosión la pieza y el electrodo se sitúan muy cercanos entre sí, dejando un hueco que oscila entre 0,01 y 0,05 mm, por el que circula un líquido dieléctrico (normalmente aceite de baja conductividad). Al aplicar una diferencia de tensión continua y pulsante entre ambos, se crea un campo eléctrico intenso que provoca el paulatino aumento de la temperatura, hasta que el dieléctrico se vaporiza.
Al desaparecer el aislamiento del dieléctrico salta la chispa, incrementándose la temperatura hasta los 20 000 °C, vaporizándose una pequeña cantidad de material de la pieza y el electrodo formando una burbuja que hace de puente entre ambas.
Al anularse el pulso de la fuente eléctrica, el puente se rompe separando las partículas del metal en forma gaseosa de la superficie original. Estos residuos se solidifican al contacto con el dieléctrico y son finalmente arrastrados por la corriente junto con las partículas del electrodo.
Dependiendo de la máquina y ajustes en el proceso, es posible que el ciclo completo se repita miles de veces por segundo. También es posible cambiar la polaridad entre el electrodo y la pieza.
El resultado deseado del proceso es la erosión uniforme de la pieza, reproduciendo las formas del electrodo. En el proceso el electrodo se desgasta, por eso es necesario desplazarlo hacia la pieza para mantener el hueco constante. En caso de que el desgaste sea severo, el electrodo es reemplazado. Si se quiere un acabado preciso (tolerancia de forma +-0,05 mm es preciso la utilización de dos electrodos).
Entre las características principales de la electroerosión por penetración podemos mencionar: El fluido dieléctrico es aceite mineral, aunque algunas máquinas pueden usar agua u otros líquidos especiales. Pueden obtenerse tanto formas pasantes como formas ciegas de geometrías complicadas. Capacidad de extracción en aceros: hasta 2000 mm3/min. Rugosidad mínima en aceros: hasta menos de 0,4 m Ra. Aplicaciones: fabricación de moldes y troqueles de embutición

### El electrodo de forma
El electrodo es comúnmente hecho de grafito pues este, por tener una elevada temperatura de vaporización, es más resistente al desgaste. Puede ser trabajado en una fresadora específica con el fin de crear ya sea un electrodo macho o un electrodo hembra, lo que significa que el electrodo tendrá la forma opuesta a la forma deseada y resultante en la pieza de trabajo.
Es buena práctica tener un electrodo de erosión en bruto y uno que consuma en forma fina y final, mas esto puede ser determinado por las dimensiones y características de la pieza a ser lograda.
Los electrodos pueden ser manufacturados en forma que múltiples formas pertenezcan al mismo pedazo de grafito.
También el cobre es un material predilecto para la fabricación de electrodos precisos, por su característica conductividad, aunque por ser un metal suave su desgaste es más rápido. El electrodo de cobre es ideal para la elaboración de hoyos o agujeros redondos y profundos. Comúnmente estos electrodos se encuentran de diámetros con tamaños milimétricos en incrementos de medio milímetro y longitudes variadas. Este proceso en particular es muy utilizado para antes del proceso de electroerosión con hilo, para producir el agujero inicial donde pase el hilo a través de un grosor de material que es inconveniente al taladro convencional.
Si deseamos un buen acabado en el objeto a erosionar, sea cual sea el material en que se construya el electrodo este debe ser repasado a mano después ser mecanizado en la fresadora o torno debido a las marcas que las herramientas de corte utilizadas en estas máquinas producen pequeñas marcas en los electrodos.

### Ventajas del proceso de electroerosión con electrodo de forma
- Al no generar fuerzas de corte como en los procesos de mecanizado, el torneado y el taladrado, resulta aplicable para materiales frágiles.
- Se pueden producir agujeros muy inclinados en superficies curvas sin problemas de deslizamiento. Así como de elevada relación de aspecto (cociente entre la longitud y el diámetro), es decir, con pequeño diámetro y gran profundidad imposibles con un taladro convencional.
- Al ser un proceso esencialmente térmico, se puede trabajar cualquier material mientras sea conductor
- Las tolerancias que se pueden obtener son muy ajustadas, desde ±0,025 hasta ±0,127 mm.
- Es un proceso de fabricación único para lograr complejas configuraciones que son imposibles de otra forma.
- Ahorran en ocasiones la realización de un acabado rugoso en la pieza por medio de ataques de ácido, pasándose a denominar "Acabado de Electroerosión". No es un acabado quizás tan perfecto como el que se obtendría con el ataque de ácido pero por costes y plazos resulta satisfactorio en la industria

### Inconvenientes en el proceso de electroerosión con electrodo de forma
- Tras el proceso suele quedar una capa superficial de metal fundido, frágil y de extremada dureza, que debe eliminarse en aquellas piezas que requieran resistencia a la fatiga. Tiene más resistencia a la fatiga una pieza acabada por arranque de viruta (fresadora, torno, planificadora...) que una pieza acabada por penetración eléctrica (electroerosión).
- El grafito es un material frágil, por lo que la manipulación de los electrodos debe ser muy cuidadosa.
- Los electrodos, generalmente, requieren ser manufacturados, por ejemplo, mecanizados en una fresadora que sirva para trabajar grafito.
- La rugosidad que deja en la superficie puede ser muy elevada en función del tipo de aplicación y la reducción de ésta utilizando intensidades menores requiere mucho tiempo y en ocasiones se pueden producir defectos indeseados como formación de carbonillas o manchas.
- El acabado superficial rugoso no es perfecto resultando más rugoso sobre las caras planas que sobre las paredes verticales por efecto de las chispas esporádicas que se producen al evacuar los restos de material.

### Aplicaciones del proceso de electroerosión con electrodo de forma
A modo de ejemplo se puede citar el agujereado de las boquillas de los inyectores en la industria automotriz, así como en la fabricación de moldes y matrices para procesos de moldeo o deformación plástica.

## Proceso de electroerosión con hilo

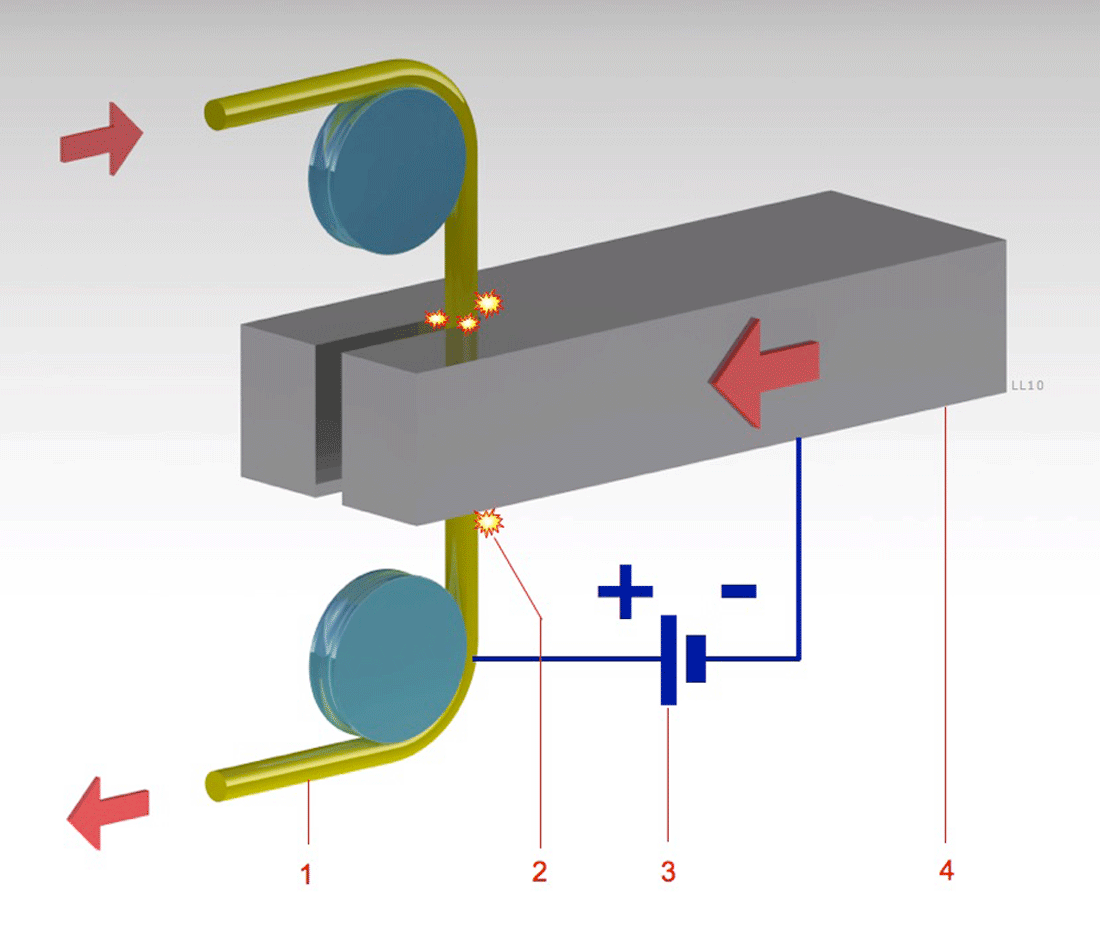
1.Hilo (Conductor) 2.Arco eléctrico (Erosión por descarga eléctrica) 3.Potencial eléctrico 4.Pieza trabajada.

Es un desarrollo del proceso anteriormente descrito, nacido en los años de la década de 1970, y por consiguiente, más moderno que el anterior, que sustituye el electrodo por un hilo conductor; además, este proceso tiene mejor movilidad. 
Las tasas de arranque de material con hilo rondan los 350 cm³/h.
La calidad, material y diámetro del hilo, en conjunción al voltaje y amperaje aplicado, son factores que influyen directamente la velocidad con que una pieza pueda ser trabajada. También, el grosor y material de la pieza dictan ajustes para el cumplimiento del corte.
El acabado deseado en el proceso también es un factor de consideración que afecta el tiempo de ciclo de manufactura, pues el acabado que este proceso deja en la pieza puede ser mejorado cuanto más pases semi-repetitivos de corte sobre la misma superficie son ejecutados.

### Hilo conductor
El hilo metálico puede ser fabricado de latón o de zinc (y molibdeno, en caso de máquinas de hilo recirculante). En prácticas de protección al medio ambiente, después del uso y descarte del hilo empleado y sus residuos, el material del hilo, ya sea en forma de hilo o éste pulverizado, es acumulado separadamente con el fin de ser reciclado.
Existen varios diámetros en el mercado, incluyendo 0,010” (0,25mm) y 0,012” (0,30mm). Generalmente el hilo se vende en rollos y por peso, más que por su longitud.
La tensión del hilo es importante para producir un corte efectivo, y por consiguiente una mejor parte; la sobretensión del hilo resulta en que este se rompa cuando no sea deseado. Mas la ruptura del hilo es común durante el proceso, y también es necesaria. En unos talleres, los encendedores comunes se utilizan como una forma práctica de cortar el hilo.
Inicialmente, la posición de una cabeza superior y una cabeza inferior por las cuales pasa el hilo están en un alineamiento vertical y concéntrico una a la otra; el hilo en uso se encuentra entre estos dos componentes mecánicos.
El hilo mayormente es un hilo fino.

### Máquinas de electroerosión con hilo
A diferencia de las máquinas de electroerosión con electrodo de forma a las que la polaridad aplicada puede ser invertida, la polaridad en el proceso de electroerosión con hilo es constante, o sea que la "mesa" o marco donde las piezas son montadas para ser trabajadas es tierra; esto significa que es de polaridad negativa. El hilo, por consiguiente, es el componente mecánico al que la carga positiva es dirigida.
Todas las máquinas reciben un hilo a modo que este se tensione en forma vertical (axial "Z"), para producir cortes y movimientos en axiales "X" e "Y". Mas en su mayoría, las máquinas de electroerosión con hilo tienen la capacidad de mover sus componentes para ajustar el hilo vertical y producir un ángulo limitado de corte (axiales "U" y "V").

### Corte interno y externo
En el corte interno, el hilo sujeto por sus extremos comenzando por un agujero previamente taladrado y mediante un movimiento de vaivén, como el de una sierra, va socavando la pieza hasta obtener la geometría deseada.
En el corte externo, el hilo puede empezar el movimiento desde el exterior del perímetro de la pieza hasta entablar el arco; continúa su movimiento hasta que consigue la periferia deseada.

### Ventajas del proceso de electroerosión con hilo
- No precisa el mecanizado previo del electrodo.
- Es un proceso de alta precisión.
- Complejas formas pueden ser logradas.
- Resultados constantes.
- Dependiendo de la capacidad de la máquina, el trabajo con alambre puede incluir angularidad variable controlada o geometría independiente (cuarto eje).
- Se pueden mecanizar materiales previamente templados y así evitar las deformaciones producidas en el caso de hacer este tratamiento térmico después de terminada la pieza.

## Artículos y artefactos auxiliares
- Imanes. Por razón de que la pieza debe ser de un material conductor de electricidad, como lo es el acero, y muchas variedades de este son magnéticos, el empleo de imanes resulta de lo más práctico. Hay imanes especialmente diseñados con el propósito de preparar las piezas para ser trabajadas.
- Artefactos específicos. Por razón que la geometría de algunas piezas es complicada y el trabajo de corte necesario sobre éstas pueda ser posicionado en forma dificultosa, son requeridos artefactos específicamente manufacturados con el fin de sujetar las piezas durante el proceso y, por lo general, deben ser hechos de acero inoxidable.
- Motor rotacional. Si la máquina no tiene la capacidad de movimiento en el cuarto axial, y el corte a la pieza lo requiere, un motor rotacional independiente puede ser añadido con el fin de voltear la pieza.

En el siglo XXI se puede producir un proceso parecido al de torneado a alta velocidad utilizando el hilo para configuraciones caprichosas, dimensiones difíciles y acabados satisfactorios.

## Implementación del ciclo
Cuando una de estas dos formas de proceso es escogida a ser aplicada, se debe buscar como finalidad que el ciclo de manufactura sea lo más breve posible (reducción de tiempo de ciclo), que el acabado en la pieza tenga la aspereza y calidad deseada, y que la precisión en dimensiones y tolerancias geométricas sean las planeadas, todo esto incluido con las prácticas generales y aceptadas en la buena manufactura, fabricación y producción.
La implementación de un ciclo inteligente y, cuando sea posible, la preparación de múltiples piezas en orden y montadas con el fin de ser trabajadas en ciclos que requieran atención mínima, son dos formas que contribuyen al ahorro de tiempo y recursos. Obviamente, la protección y seguridad del operador es lo más importante y, por consiguiente, contribuye también a la productividad y al ahorro de costes.  

## Precauciones y consideraciones preventivas
- El uso de corriente eléctrica, agua y alto voltaje presentan un peligro de electrocución.
- Es factible que chispas salten fuera del contenedor.
- Derrames durante el llenado y vaciado de tanque o el uso de líquido a presión.

Siempre se debe observar precauciones y consideraciones preventivas, y regulaciones dictadas por las buenas prácticas, por instructivos y manuales de las máquinas y demás equipo, y por el taller o fábrica de trabajo donde el proceso de electroerosión sea practicado.